# Autographie (Edition)
Als Autographie bezeichnet man in der Editionswissenschaft die eigenhändige Kopie eines Textes. Sie spielt heute vor allem noch bei der Publikation von Texten eine Rolle, die in nicht-modernen Zeichensystemen geschrieben sind und nicht durch Fotografie abgebildet werden können, etwa mit Keilschrift beschriebene Tontafeln. Auch dort wird sie zunehmend durch holographische Verfahren ersetzt.